# Guiseniers
Guiseniers település Franciaországban, Eure megyében. Lakosainak száma 488 fő (2022. január 1.). Guiseniers Les Andelys, Harquency, Hennezis, Mézières-en-Vexin és Vexin-sur-Epte községekkel határos.

## Népesség
A település népességének változása:
| Lakosok száma | 289  | 291  | 388  | 418  | 445  | 455  | 461  | 466  | 473  | 488  |
|               | 1968 | 1982 | 1990 | 2006 | 2013 | 2015 | 2017 | 2019 | 2020 | 2022 |